# Comuna Pidzvirîneț, Horodok
Pidzvirîneț (în ucraineană Підзвіринець) este o comună în raionul Horodok, regiunea Liov, Ucraina, formată din satele Hrabîne, Livciîți și Pidzvirîneț (reședința).

## Demografie
Componența lingvistică a comunei Pidzvirîneț
     Ucraineană (100%)
Conform recensământului din 2001, toată populația comunei Pidzvirîneț era vorbitoare de ucraineană (100%).